# Landroff
Landroff település Franciaországban, Moselle megyében. Lakosainak száma 268 fő (2022. január 1.). Landroff Baronville, Destry, Eincheville, Harprich, Suisse és Viller községekkel határos.

## Népesség
A település népességének változása:
| Lakosok száma | 273  | 240  | 258  | 233  | 284  | 272  | 271  | 273  | 272  | 268  |
|               | 1968 | 1982 | 1990 | 2006 | 2013 | 2015 | 2017 | 2019 | 2020 | 2022 |